# Opća deklaracija o ljudskim pravima
Opća deklaracija o ljudskim pravima prvi je sveobuhvatni instrument zaštite ljudskih prava koji je proglasila jedna opća međunarodna organizacija, Ujedinjeni narodi. Proglasila ju je Opća skupština Ujedinjenih naroda 10. prosinca 1948. godine.
Iako su je donijeli ne kao ugovor, nego samo kao rezoluciju koja nema nikakvu pravnu snagu, s ciljem osiguravanja „zajedničkog razumijevanja” ljudskih prava i sloboda koji se spominju u Povelji UN-a, tijekom sljedećih desetljeća doživjela je brojne izmjene.
Članak 1. svečano proglašava:
»Sva ljudska bića rađaju se slobodna i jednaka u dostojanstvu i pravima. Ona su obdarena razumom i savješću pa jedna prema drugima trebaju postupati u duhu bratstva.«
S tim je u vezi članak 28. koji proglašava ljudsko pravo da država i međunarodna zajednica priznaju njegova/njezina prava:
»Svatko ima pravo na društveni i međunarodni poredak u kojemu se prava i slobode utvrđene ovom Deklaracijom mogu u punoj mjeri ostvariti.«
Daljnje odredbe sadrže tzv. „katalog ljudskih prava” kojim se:
- zabranjuje ropstvo (čl. 4),
- zabranjuje mučenje (čl. 5.),

- zabranjuje diskriminacija (čl. 2. i 7.), te uređuje
- pravo na život (čl. 3.),
- pravo na slobodu (čl. 3.),
- pravo na osobnu sigurnost (čl. 3.),

- pravo svake osobe na pravično suđenje i zabrane samovoljnog uhićenja (čl. 9. – 12.),

- pravo na zaštitu privatnosti (čl. 12.),

- pravo čovjeka na slobodu kretanja unutar svoje države, napuštanje njezina teritorija i slobodna povratka u istu (čl. 13.),

- pravo na utočište (azil) u drugim zemljama, od nepravedna progona u svojoj zemlji (čl. 14.),

- pravo čovjeka da bude državljaninom barem jedne zemlje i da se može odreći državljanstva (čl. 15.),

- pravo punoljetnih muškaraca i žena na sklapanje brak i time osnuju obitelj, koja se štiti kao temeljna društvena jedinica (čl. 16.),

- pravo na vlasništvo (čl. 17.), pravo na slobodu mišljenja i vjeroispovijedi (čl. 18.),

- pravo na slobodu mišljenja i izražavanja, koja uključuje pravo na širenje ideja putem bilo kojeg medija (čl. 19.),

- pravo na slobodu okupljanja i udruživanja (čl. 20.),

- pravo na sudjelovanje u upravljanju svojom zemljom, putem izbora i pravom na pristup javnim dužnostima (čl. 21.),

- pravo na socijalnu sigurnost u svrhu osiguranja temeljnog dostojanstva čovjeka (čl. 22.),

- pravo čovjeka na rad i slobodan izabor zaposlenja te da bude plaćen bez diskriminacije - jednako kao i drugi ljudi koji rade jednaki posao (čl. 23.),

- pravo na sindikalno organiziranje radnika (čl. 23.),

- pravo na dnevni odmor i plaćeni dopust od rada (čl. 24.),

- pravo na dostojni životni standard (čl. 25.),

- pravo na zaštitu materinstva i djetinjstva, koje uključuje i zaštitu izvanbračne djece (čl. 26.),

- pravo na obrazovanje, koje uključuje obvezno osnovno obrazovanje, besplatno srednjoškolsko obrazovanje te pravo na pristup visokoškolskom obrazovanju „jednako dostupno svima na osnovi uspjeha” (čl. 26.),

- pravo prvenstva roditelja u izboru vrste obrazovanja za svoju djecu (čl. 26.),

- pravo na pristup kulturi i znanosti (čl. 27.),

- pravo na zaštitu moralnih i materijalnih interesa koji proizlaze iz kulturnog i znanstvenog stvaralaštva (čl. 27.)

- pravo na društveni i međunarodni poredak u kojem se mogu ostvarivati ljudska prava (čl. 28.).

Sadržaj 30 članaka Opće deklaracije o pravima čovjeka poslije je ugrađivan u druge međunarodne akte, uvijek uz neke izmjene. Najvažniji od tih akata su Međunarodni pakt o građanskim i političkim pravima i Međunarodni pakt o gospodarskim, socijalnim i kulturnim pravima — oba je proglasila Opća skupština Ujedinjenih naroda 1966. godine; nakon dovoljnog broja ratifikacija u nacionalnim parlamentima (koji su propisali da će se prava i slobode iz tih akata poštovati u njihovim državama) oba su pakta stupila na snagu 1976.
Vlada Republike Hrvatske je na sjednici održanoj 12. studenoga 2009. godine donijela Odluku o objavi Opće deklaracije o ljudskim pravima u Narodnim novinama. Tek tom objavom Opća deklaracija o ljudskim pravima je u punom smislu postala obvezujući dokument u Republici Hrvatskoj.[provjeriti]

## Vanjske poveznice
- Opća deklaracija o pravima čovjeka, službeni hrvatski prijevod
- Međunarodni pakt o građanskim i političkim pravima, službeni hrvatski prijevod
- Međunarodni pakt o građanskim i političkim pravima, službeni hrvatski prijevod[neaktivna poveznica]